# Roinvilliers
Roinvilliers é uma comuna francesa na região administrativa da Ilha-de-França, no departamento de Essonne. Estende-se por uma área de 7,16 km². Em 2010 a comuna tinha 108 habitantes (densidade: 15,1 hab./km²).